# 9월 11일
9월 11일은 그레고리력으로 254번째(윤년일 경우 255번째) 날에 해당한다.

## 사건
- 1297년 - 스털링 다리 전투
- 1714년 - 바르셀로나의 함락으로 카탈루냐 지방이 스페인에 병합되다.
- 1899년 - 대한제국과 청나라 통상조약 체결(한청통상조약)
- 1906년 - 마하트마 간디가 비폭력 무저항 운동(사티아그라하)을 시작하다.
- 1919년 - 대한민국 임시 정부 통합 출범 및 대한민국 임시 헌법 공포.
- 1945년 - 남북분단으로 경의선 철도 운행 중단.
- 1962년 - 대한민국과 코스타리카, 수교
- 1973년 - 칠레에서 아우구스토 피노체트를 중심으로 군사 쿠데타가 일어나 살바도르 아옌데 정부가 무너지다.
- 1980년 - 대한민국, 새마을지도자중앙협의회 창립
- 1986년 - 대한민국, 호남고속도로 4차선 확장공사 준공식
- 1989년 - 대한민국, 노태우 대통령, 국회 특별연설서 한민족공동체통일방안 제시
- 1998년 - 부천 LPG 충전소 폭발 사고 발생.
- 2000년 - 조선민주주의인민공화국 김용순 조선로동당 비서 서울 방문
- 2001년 -
  - 캐나다 화이트호스에서 대한항공 85편 납치 오인 사고 발생.
  - 9·11 테러: 알카에다의 테러리스트들이 미국 여객기 4대를 납치해 뉴욕 맨해튼의 세계 무역 센터와 워싱턴 D.C.의 미국 국방부, 펜실베이니아주에 추락시키다. 이 사건으로 2,977명이 사망했다.
- 2003년 - 아르헨티나, 국제통화기금(IMF)과 3년간 채무상환 유예 등을 골자로 금융구제안에 합의
- 2007년 - 보복폭행 혐의로 1심에서 실형을 선고 받았던 김승연 한화그룹 회장이 항소심에서 집행유예형을 선고받고 석방됐다.
- 2011년 - 일본정부 센카쿠 열도(중국명 댜오위다오) 국유화

## 문화
- 1907년 - 부산과 시모노세키를 잇는 첫 부관연락선 이키마루 호가 시모노세키에서 취항하다.
- 1996년 - 서울평화상문화재단, 제3회 서울평화상 수상자로 국경없는 의사회를 선정.
- 2014년 - 대한민국 최초 독립 야구단 고양 원더스가 해체되었다.

## 탄생
- 1182년 - 가마쿠라 막부의 제2대 쇼군(將軍) 미나모토노 요리이에. (~1204년)
- 1611년 - 프랑스의 군인 앙리 드 라 투르 도베르뉴. (~1675년)
- 1862년 - 미국의 소설가 오 헨리. (~1910년)
- 1888년 - 쇼쇼. (~1923년)
- 1891년 - 대한민국의 교육인 김도태. (~1956년)
- 1895년 - 인도의 사상가 비노바 바베. (~1982년)
- 1911년 - 나치 독일의 SS장교 알프레트 나우요크스. (~1960년)
- 1917년 - 필리핀의 제10대 대통령, 정치인 페르디난드 마르코스. (~1989년)
- 1923년 - 대한민국의 독립운동가 김득명. (~2009년)
- 1928년 - 미국의 배우 얼 홀리먼. (~2024년)
- 1937년 - 소련과 러시아의 가수 이오시프 코브존. (~2018년)
- 1940년 - 미국의 영화 감독, 영화 각본가 브라이언 드 팔마.
- 1944년 - 대한민국의 의료인 최성호.
- 1945년 - 독일의 축구 선수, 행정가 프란츠 베켄바워. (~2024년)
- 1948년 - 대한민국의 법조인, 정치인 김황식.
- 1958년 - 미국의 정치인 린 로저스.
- 1959년
  - 대한민국의 기자 한상덕.
  - 미국의 배우 존 호크스.
- 1960년
  - 멕시코의 테너 가수 라몬 바르가스.
  - 일본의 배우, 가수, 성우 스즈카제 마요.
  - 일본의 전자공학자 아마노 히로시.
- 1961년
  - 대한민국의 배우 정종현.
  - 미국의 배우 버지니아 매드슨.
- 1962년
  - 대한민국의 성우 정옥주.
  - 스페인의 전 축구 선수 훌리오 살리나스.
- 1963년 - 대한민국의 축구 심판 권종철.
- 1965년
  - 미국의 전자 음악가 모비.
  - 시리아의 정치인 바샤르 알아사드.
- 1966년 - 대한민국의 배우 유오성.
- 1967년
  - 대한민국의 배우 이미숙.
  - 대한민국의 남권운동가 겸 역차별운동가 성재기. (~2013년)
- 1968년
  - 대한민국의 아나운서 신상윤.
  - 일본의 배우 쿠라타 테츠오.
- 1969년
  - 대한민국의 가수 겸 배우 구준엽.
  - 대한민국의 민선 5 ~ 8기 전라남도의원, 민선 3기 순천시의원 서동욱.
- 1970년 - 미국의 배우 터라지 P. 헨슨.
- 1971년
  - 대한민국의 전 야구 선수, 현 야구 코치 최동수.
  - 영국의 가수 겸 작곡가 리처드 애시크로프트.
- 1973년
  - 대한민국의 배우 구본승.
  - 대한민국의 아나운서 신성원.
  - 대만의 가수, 배우 소유붕.
- 1976년 - 대한민국의 기자, 유튜버 김용호. (~2023년)
- 1977년
  - 대한민국의 가수 장민호.
  - 몰도바의 권투 선수 비탈리에 그루샤크.
  - 미국의 힙합 가수 루다크리스.
  - 영국의 기타리스트 조니 버클랜드.
- 1978년
  - 세르비아의 축구 선수 데얀 스탄코비치.
  - 대한민국의 아마추어 성우 김창후.
  - 대한민국의 배우 이선희.
- 1979년
  - 프랑스의 전 축구 선수 에리크 아비달.
  - 대한민국의 미스코리아 겸 배우 윤혜경.
  - 칠레의 축구 선수 다비드 피사로.
  - 이란의 사격 선수 자바드 포루기.
- 1980년
  - 대한민국의 모델 최나래.
  - 덴마크의 정치인 소피 뢰데.
- 1981년
  - 대한민국의 희극인 김민경.
  - 일본의 성우 야마모토 마리아.
  - 대한민국의 축구 선수 손대호.
- 1982년 - 대한민국의 배우, 가수 하유선.
- 1983년 - 대한민국의 리포터 강지은.
- 1984년
  - 일본의 가수 야스다 쇼타 (SUPER EIGHT).
  - 대한민국의 레이싱 모델 이성화.
- 1985년
  - 대한민국의 운전기사, 경부선 고속도로 모델 서상원.
  - 일본의 성우 히키사카 리에.
- 1986년
  - 일본의 배우 나카무라 치세.
  - 대한민국의 아나운서 유한솔.
  - 일본의 피겨스케이팅 선수 호즈미 마사코.
  - 대한민국의 가수 김시원.
  - 일본의 축구 선수 노가이토 슌.
- 1987년
  - 일본의 유도 선수 마쓰모토 가오리.
  - 일본의 아이돌 오오시마 마이. (AKB48)
- 1988년 - 대한민국의 배드민턴 선수 이용대.
- 1989년
  - 일본의 가수 쿠라모치 아스카 (AKB48).
  - 프랑스의 배우, 모델 안나 폴리나.
- 1990년 - 대한민국의 뮤지컬 배우 고은성.
- 1991년
  - 대한민국의 배구 선수 김유리.
  - 노르웨이의 전자 음악가 카이고.
- 1992년
  - 대한민국의 성우 송하림.
  - 베네수엘라의 배우 마리아 가브리엘라 데 파리아.
- 1993년
  - 대한민국의 농구 선수 박다정.
  - 대한민국의 희극인 이승환.
- 1994년 - 미국의 야구 선수 에반 필립스.
- 1995년
  - 대한민국의 전 스타크래프트 프로게이머 이재선.
  - 대한민국의 야구 선수 이수민.
- 1996년 - 대한민국의 배우 김민솔.
- 1997년
  - 대한민국의 바이애슬론 선수 정주미.
  - 대한민국의 유튜버 공룡.
- 1998년
  - 조선민주주의인민공화국의 축구 선수 한광성.
  - 일본의 양궁 선수 야마우치 아즈사.
- 1999년 - 대한민국의 축구 선수 이광연.
- 2000년 - 대한민국의 문학가, 작가 류이삭.
- 2001년 - 미국의 배우 메켄지 알라젬.
- 2004년 - 대한민국의 야구 선수 이로운.
- 2005년 - 중화인민공화국의 다이빙 선수 천위시.
- 2006년 - 일본의 다이빙 선수 다마이 리쿠토.
- 2010년 - 대한민국의 가수 박성온.
- 2012년 - 대한민국의 유튜버 김시훈 (시훈TV).

### 미상
- 대한민국의 가수 안태희.

## 사망
- 1063년 - 헝가리의 국왕 벨러 1세. (1020년~)
- 1599년 - 이탈리아의 귀족 여성 베아트리체 첸치. (1577년~)
- 1948년 - 파키스탄의 초대 대통령 무함마드 알리 지나. (1876년~)
- 1954년 - 대한민국의 독립운동가 조동호. (1892년~)
- 1971년 - 소련의 정치인 니키타 흐루쇼프. (1894년~)
- 1973년 - 칠레의 전 대통령 살바도르 아옌데. (1908년~)
- 2009년 - 일본의 만화가 우스이 요시토. (1958년~)
- 2016년 - 미국의 배우 알렉시스 아켓. (1969년~)
- 2017년 - 말레이시아의 국왕 압둘 할림. (1927년~)
- 2019년 - 인도네시아의 제3대 대통령 바하루딘 유숩 하비비. (1936년~)

- 2020년
  - 대한민국의 영화배우 길달호. (1943년~)
  - 이라크의 축구 선수, 축구 감독 나딤 샤케르. (1958년~)
- 2022년 - 스페인의 소설가 하비에르 마리아스. (1951년~)
- 2023년
  - 대한민국의 군인 이상훈. (1933년~)
  - 대한민국의 국문학자 홍일식. (1936년~)
- 2024년
  - 대한민국의 방송인 강영숙. (1931년~)
  - 대한민국의 정치인 정재문. (1936년~)
  - 이집트의 축구인 에하브 갈랄. (1967년~)
  - 미국의 영화배우 채드 맥퀸. (1960년~)
  - 네덜란드의 화가 피터 클라쇼스트. (1957년~)
  - 페루의 제54대 대통령 알베르토 후지모리. (1938년~)

## 기념일
- 추석 - 1992년, 2003년, 2049년, 2068년, 2087년
- 카탈로니아의 내셔널 데이: 카탈로니아
- 애국일: 미국
- 교사의 날: 아르헨티나

## 같이 보기
- 전날: 9월 10일 다음날: 9월 12일 - 전달: 8월 11일 다음달: 10월 11일
- 음력: 9월 11일
- 모두 보기